# Herfølge BK
Der Herfølge Boldklub war ein dänischer Fußballverein aus Køge, einer Hafenstadt auf der Insel Seeland. Der größte Erfolg der Vereinsgeschichte war der Gewinn der dänischen Fußballmeisterschaft im Jahre 2000.

## Geschichte
Der 1921 gegründete Herfølge BK trat lange Zeit unterklassig an. Am Ende der Zweitligaspielzeit 1980 stieg die Mannschaft erstmals in die erste Liga auf. Dort verpasste sie den Klassenerhalt, schaffte aber nach zwei Jahren die Rückkehr ins Oberhaus. In der Folge schien sich die Mannschaft in der dänischen Eliteserie zu etablieren und erreichte 1985 mit dem fünften Tabellenrang das bis dato beste Ergebnis der Vereinsgeschichte. Am Ende der 1980er Jahre fand sich der Klub im Abstiegskampf wieder. Konnte 1989 mit drei Punkten Vorsprung auf die Absteiger Brønshøj BK und B 1913 Odense die Klasse gehalten werden, verpasste die Mannschaft im folgenden Jahr als Tabellenzwölfter die Qualifikation zur neu geschaffenen, zehn Mannschaften umfassenden Superliga.
1995 kehrte Herfølge BK in die erste Liga zurück. Mit zwei Punkten Vorsprung auf Ikast FS konnte der Klub den Abstieg vermeiden. Anschließend spielte der Verein im Mittelfeld der Liga, ehe in der Spielzeit 1999/2000 die Mannschaft um Steven Lustü, Jesper Falck, John Jensen, Jákup Mikkelsen und Kenneth Jensen überraschend vor Brøndby IF den Meistertitel gewann. In der Champions-League-Spielzeit 2000/01 trat der Klub erstmals im Europapokal an, verlor jedoch beide Spiele in der 3. Qualifikationsrunde gegen den schottischen Vertreter Glasgow Rangers.
In der Spielzeit nach der Meisterschaft gelangen Herfølge BK nur sieben Saisonsiege, so dass der Meister in die Zweitklassigkeit absteigen musste. 2003 gelang mit elf Punkten Vorsprung auf den Tabellenzweiten BK Frem København die Rückkehr in die Erstklassigkeit. Erneut spielte die Mannschaft gegen den Wiederabstieg, der 2005 hingenommen werden musste. Dabei wurde die Mannschaft in der Saison 2004/05 von den ehemaligen Bundesliga-Profis und Nationalspielern Allan Nielsen (ehem. FC Bayern München) und Michael Schjønberg (u. a. Hannover 96, 1. FC Kaiserslautern) trainiert. Mit dem litauischen Trainer Aurelijus Skarbalius erreichte der Klub 2009 erneut einen Aufstiegsplatz in der zweiten Liga. Zum 1. Juli des Jahres fusionierte der Klub mit Køge BK zum HB Køge.

## Liga-Statistik
Herfølge BK belegte in der höchsten dänischen Spielklasse (1. Division, seit 1991 Superligaen) die folgenden Platzierungen:
| Saison  | Platz | Sp. | Tore  | Diff. | Pkt. |
| ------- | ----- | --- | ----- | ----- | ---- |
| 1981    | 15.   | 30  | 33:57 | −24   | 18   |
| 1984    | 8.    | 30  | 37:41 | −04   | 29   |
| 1985    | 5.    | 30  | 47:37 | +10   | 33   |
| 1986    | 11.   | 26  | 30:44 | −14   | 22   |
| 1987    | 12.   | 26  | 17:53 | −36   | 15   |
| 1988    | 7.    | 26  | 30:30 | ±0    | 29   |
| 1989    | 12.   | 26  | 17:45 | −28   | 16   |
| 1990    | 12.   | 26  | 21:47 | −26   | 17   |
| 1995/96 | 10.   | 33  | 41:62 | −21   | 27   |
| 1996/97 | 4.    | 33  | 46:42 | +04   | 52   |
| 1997/98 | 9.    | 33  | 44:69 | −25   | 34   |
| 1998/99 | 5.    | 33  | 44:36 | +08   | 47   |
| 1999/00 | 1.    | 33  | 52:49 | +03   | 56   |
| 2000/01 | 11.   | 33  | 41:65 | −24   | 30   |
| 2003/04 | 10.   | 33  | 34:57 | −23   | 31   |
| 2004/05 | 11.   | 33  | 29:71 | −42   | 25   |

Die Punktzahlen vor 1995 wurden auf die Drei-Punkte-Regel umgerechnet.